# 1377 Roberbauxa
1377 Roberbauxa este un asteroid din centura principală, descoperit pe 14 februarie 1936, de Louis Boyer.